# Pavel Ivančic
Pavel Ivančic (* 28. ledna 1979 Opava) je český módní návrhář a pedagog. Působí na Vysoké škole uměleckoprůmyslové v Praze jako vedoucí katedry Užitého umění II a Ateliéru Módní tvorby. Jeho specializací je design a zakázková tvorba v oblasti módy a módních doplňků. Jeho tvorba je charakteristická inovativním a funkčním designem.

## Životopis
Dědeček pocházel z rakousko-chorvatského území. Rodina maminky žila na polsko-německých hranicích. Otec začínal jako dělník, ale po studiích se vypracoval na ředitele krajské nemocnice. Má staršího bratra.
Pavel Ivančič kreslil již od dětství. Od první třídy chodil do Lidové školy umění. Na základní škole se věnoval také kreslení a na gymnáziu se již snažil  najít vlastní výraz nejen v kreslení, ale upravoval a šil si i svoje oblečení. Po přijetí na Vysokou školu uměleckoprůmyslovou v Praze studoval u Magdy Křesťanové v ateliéru Oděvního výtvarnictví. Studium ukončil diplomovou prací v roce 2003. Postgraduální studium absolvoval na Central Saint Martins collage of Art and Design v Londýně. Svoji absolventskou kolekci představil na London Fashion Weeku, kde byly prezentovány trendy pro období podzim / zima 2007. Tato kolekce byla oceněna i na Mittelmoda Fashion Awards 07 v italské Gorici. Zúčastnil se s ní také na Alta Roma High Fashion Week v Římě.
Mezi lety 2003–2011 tvořili společně s Radanou Ivančicovou pod značkou Muset Fashion Design, kterou založili v roce 2003. Od roku 2012 vede Ateliér Módní tvorby a od roku 2014 také katedru Užitého umění II na Vysoké škole uměleckoprůmyslové v Praze.
V roce 2016 začal pracovat jako konzultant pro designérský tým společnosti Pietro Filipi. S přípravou kolekce na podzim / zimu 2017 se stal vedoucím designérského týmu firmy. Od roku 2017 pracuje jako konzultant pro Evropskou komisi v rámci WORTH Partnership Project.
Pravidelně publikuje svoji práci v českých i zahraničních médiích, jako jsou například Elle, Haarper' s Bazaar, Dolce Vita, Proč Ne, Ona Dnes, Esprit, Hospodářské noviny, Mladá fronta dnes, H.O.M.I.E., Style, Česká televize, Fashion TV, Dazed and confused, Passion, Plastigue, Wonderland, Pop, Vogue Italia, Russian Vogue, British Vogue, Vanity Fair, Grazia, International Herald Tribune a další.

## Soutěže a ocenění
- 2004 Muset – The Best Prêt-á-porter Collection, STYL a KABO
- 2005 Muset – Designér sezóny, Top Styl Designér, STYL a KABO
- 2006 Muset – Oděvní designér roku, Czech Grand Design Awards
- 2006 Chloé Award
- 2006 Oděvní designér roku, Czech Grand Design Awards – nominace
- 2007 Oděvní designér roku, Czech Grand Design Awards – nominace
- 2007 AltaRoma AltaModa Next Couture Award
- 2009 Cena šéfredaktorů za nejlepší módní kolekci, Designblok
- 2014 International Woolmark Prize, Evropské finále
- 2015 International Woolmark Prize, Evropské finále
- 2015 International Fashion Showcase, London Fashion Week – Best Country Award
- 2016 International Fashion Showcase, London Fashion Week – Best Curator Concept – nominace[7]